# 크레이지 하트
《크레이지 하트》(영어: Crazy Heart)는 2009년 공개된 미국의 드라마 영화이다. 스콧 쿠퍼이 감독하고 각본을 썼고, 1987년 토머스 코브이 쓴 동명의 소설을 기반으로 하고 있다. 이 영화는 한 때 잘 나가던 컨트리 뮤직 스타에서 시골 마을의 작은 바에서 노래하며 생계를 이어가는 알코올 중독 퇴물 가수 배드 블레이크의 재기와 성공을 그린 작품으로, 제프 브리지스, 매기 질렌할, 콜린 파렐, 로버트 듀발와 아역 배우 잭 네이션이 출연한다. 영화가 기반을 둔 소설은 컨트리 가수 행카 톰슨에서 영감을 얻었다. 브리지스의 연기는 비평가들의 찬사를 받아 미국 아카데미상 최우수 남우주연상을 수상하였고, T-본 버넷과 라이언 빙햄은 공동으로 쓴 "The Weary Kind"으로 최우수 주제가상을 수상했다.
이 영화는 컨트리 뮤직 텔레비전에 의해 700만 달러에 제작되었으며, 당초 비디오 직접 출시를 위해 파라마운트 밴티지에 인수되었지만, 이후에 극장 개봉을 위해 폭스 서치라이트 픽처스가 구입하였다. 2009년 12월 16일 미국에서 한정 개봉되었다.
저예산으로 북미 박스오피스 수익이 3,950만 달러에 달했고, 그외 나라에서 4,740만 달러가 추가적으로 벌어들여 7,990만 달러의 흥행 수익을 벌어 들였다.

## 줄거리
환갑을 바라보는 배드(제프 브리지스 분)는 한때 잘 나가던 컨트리 뮤지션이었으나 지금은 술을 친구삼아 지방 무대를 전전하는 한물간 가수다. 게다가 여러 번 결혼 실패로 인한 알코올 중독, 무절제한 식습관, 오랜 방랑생활로 건강 상태는 말이 아니다. 그러던 어느 날 배드는 자기를 취재하겠다고 찾아온 지방 신문기자 진(매기 질렌할 분)을 보고 호감을 느끼고, 둘은 이내 사랑에 빠진다. 4살 난 아이와 살아가는 싱글맘 진과의 달콤한 데이트를 즐기던 배드는 한때 자신이 키웠지만, 지금은 스타가 된 토미(콜린 파렐 분)의 오프닝 무대에 서달라는 제안을 받고 고심에 빠진다.

## 배역
- 제프 브리지스 - 오티스 "배드" 블레이크 역
- 매기 질렌할 - 진 크래드독 역
- 콜린 파렐 - 토미 스윗 역
- 로버트 듀발 - 웨인 크라머 역
- 폴 허만 - 잭 그린 역
- 잭 네이션 - 버디 역, 진의 아들
- 라이언 빙햄 - 토니 역
- 릭 다이알 - 웨슬리 바니스 역, 진의 삼촌